# Eugene Levy
Eugene Levy (ur. 17 grudnia 1946 w Hamilton) – kanadyjski aktor i komik, także scenarzysta, reżyser i producent filmowy.
Laureat czterech nagród Emmy, Grammy i Gildii Aktorów Ekranowych. W 2011 został odznaczony Orderem Kanady, a w 2022 został mianowany Kawalerem Orderu Kanady. 8 marca 2024 otrzymał własną gwiazdę w Alei Gwiazd w Los Angeles znajdującą się przy 7080 Hollywood Boulevard.

## Życiorys
Urodził się w Hamilton w Ontario w rodzinie żydowskiej. Jego matka, Rebecca (z domu Kudlatz), była gospodynią domową, a jego ojciec, Joseph Levy, był brygadzistą w fabryce samochodów. Wychowywał się z bratem Fredem i siostrą Barbarą. Jego matka urodziła się w Glasgow w Szkocji w rodzinie polskich Żydów, którzy później przeprowadzili się do Kanady. Jego ojciec był Żydem sefardyjskim, którego przodkowie pochodzili z Hiszpanii i Bułgarii. Uczęszczał do Westdale Secondary School i studiował na Uniwersytecie McMastera. Był wiceprezesem McMaster Film Board, studenckiej grupy filmowej, gdzie spotkał się z filmowcem Ivanem Reitmanem.
Po raz pierwszy trafił na ekran w komedii Ivana Reitmana Foxy Lady (1971) z Andreą Martin. W 1972 występował w Royal Alexandra Theatre w Toronto w musicalu Godspell Stephena Schwartza jako Światło Świata u boku Victora Garbera i Martina Shorta. Był związany z The Second City w Toronto. W kanadyjskim serialu komediowym Global Television Network Second City Television (1976–1981) grał nikczemnego hrabiego Camemberta, dziennikarza „Wiadomości SCTV” i parodiował kanadyjskiego dziennikarza Earla Camerona. Później jako aktor i niekiedy współscenarzysta stworzył wiele ekscentrycznych postaci drugoplanowych i epizodycznych, gwiazdy parodiowane przez Levy’ego w SCTV to m.in.: Perry Como, Ricardo Montalbán, Alex Trebek, Sean Connery, Henry Kissinger, Menachem Begin, Bud Abbott, Milton Berle, Gene Shalit, Judd Hirsch, James Caan, Lorne Greene, Ernest Borgnine, Norman Mailer i Neil Sedaka.
Levy często znalazł się w obsadzie komedii, w których główną rolę grał Steve Martin, w tym Plusk (1984), Ojciec panny młodej (1991), Ojciec panny młodej II (1995), Wszystko się wali (2003) czy Fałszywa dwunastka II (2005). W serii filmów American Pie zagrał postać Noaha Levensteina, ojca Jima (Jason Biggs), wychowawcy z obozu muzycznego, faceta prowadzącego Nagą Milę, zwycięzcy Olimpiady Greckiej oraz współautora Księgi Miłości. W serialu telewizyjnego CBC / Pop TV Schitt’s Creek (2015–2020) wraz ze swoim synem i córką wystąpił w roli głowy rodziny Johnny’ego Rose, za którą w 2021 był nominowany do Złotego Globu dla najlepszego aktora w serialu komediowym lub musicalu.
12 czerwca 1977 zawarł związek małżeński z Deborah Divine, z którą ma syna Daniela „Dana” Josepha (ur. 9 sierpnia 1983) i córkę Sarah (ur. 10 września 1986).

## Filmografia
- Foxy Lady (1971) jako chłopak w kawiarni
- Cannibal Girls (1973) jako Clifford Sturges
- Biegacz (Running, 1979) jako Ritchie Rosenberg
- Double Negative (1980) jako Marty
- Nothing Personal (1980) jako Matt
- Heavy Metal (1981) jako Sternn / Edsel (głos)
- W krzywym zwierciadle: Wakacje (National Lampoon’s Vacation, 1983) jako Ed, sprzedawca samochodów
- Going Berserk (1983) jako Sal DiPasquale
- Plusk (Splash, 1984) jako Walter Kornbluth
- Club Paradise (1986) jako Barry Steinberg
- Uzbrojeni i niebezpieczni (Armed and Dangerous, 1986) jako Norman Kane
- Bride of Boogedy (1987) jako Tom Lynch
- Wyścig armatniej kuli 3 (Speed Zone!, 1989) jako Leo Ross
- Ojciec panny młodej (Father of the Bride, 1991) jako piosenkarz w audycji
- Była sobie zbrodnia (Once Upon a Crime, 1992) jako kasjer w kasyno
- Partners 'N' Love (TV, 1992)
- Stay Tuned (1992) jako Crowley
- Kocham kłopoty (I Love Trouble, 1994) jako Ray, sędzia pokoju
- Ojciec panny młodej II (Father of the Bride Part II, 1995) jako Pan Habib
- Mężowie i żona (Multiplicity, 1996) jako Vic
- Waiting for Guffman (1996) jako Allan Pearl
- Akbar’s Adventure Tours (film krótkometrażowy, 1998)
- Bohaterowie z przypadku (Almost Heroes, 1998) jako Guy Fontenot
- Cudotwórca (Holy Man, 1998) jako facet na ekranie
- Życzenie wigilijne Richiego Richa (Richie Rich’s Christmas Wish (1998) jako prof. Keanbean
- The Secret Life of Girls (1999) jako Hugh Sanford
- Dogmat (Dogmatic, 1999) jako Larry
- American Pie (1999) jako Noah Levenstein, ojciec Jima
- Silver Man (2000) jako Leon
- Medal dla miss (Best in Show, 2000) jako Gerry Fleck
- Zalotnik w akcji (The Ladies Man, 2000) jako Bucky Kent
- Spadaj na ziemię (Down to Earth, 2001) jako Keyes
- Josie and the Pussycats (2001) – cameo
- American Pie 2 (2001) jako Noah Levenstein, ojciec Jima
- Igraszki losu (Serendipity, 2001) jako sprzedawca Bloomingdale
- Repli-Kate (2002) jako Jonas, były Repli-Jonas
- Magiczne buty (Like Mike, 2002) jako Frank Bernard
- Wszystko się wali (Bringing Down the House, 2003) jako Howie Rosenthal
- Koncert dla Irwinga (A Mighty Wind, 2003) jako Mitch Cohen
- Głupi i głupszy 2: Kiedy Harry poznał Lloyda (Dumb & Dumberer: When Harry Met Lloyd, 2003) jako dyrektor Collins
- American Pie: Wesele (American Wedding, 2003) jako Noah Levenstein, ojciec Jima
- Nowy Jork, nowa miłość (New York Minute (2004) jako Max Lomax
- Ja, twardziel (The Man, 2005) jako Andy Fidler
- American Pie: Wakacje (American Pie Presents: Band Camp, 2005) jako Noah Levenstein, ojciec Jima
- Fałszywa dwunastka II (Cheaper by the Dozen 2, 2005) jako Jimmy Murtaugh
- Ciekawski George (Curious George, 2006) jako Clovis (głos)
- Skok przez płot (Over the Hedge, 2006) jako Lou (głos)
- Radosne Purim (For Your Consideration, 2006) jako Morley Orfkin
- American Pie: Naga mila (American Pie Presents: The Naked Mile, 2006) jako Noah Levenstein, ojciec Jima
- American Pie: Bractwo Beta (American Pie Presents: Beta House, 2007) jako Noah Levenstein, ojciec Jima
- Astro Boy (2009) jako Orrin (głos)
- Gooby (2009) jako Pan Nerdlinger
- Noc w muzeum 2 (Night at the Museum: Battle of the Smithsonian, 2009) jako Albert Einstein
- Zdobyć Woodstock (Taking Woodstock, 2009) jako Yasgur
- American Pie: Księga miłości (American Pie Presents: The Book of Love, 2009) jako Noah Levenstein, ojciec Jima
- Zabijaka (Goon, 2011) jako doktor Glatt
- American Pie: Zjazd absolwentów (American Reunion, 2012) jako Noah Levenstein
- Gdzie jest Dory? (Finding Dory, 2016) jako Charlie (głos)
- Zbrodnie po sąsiedzku (2021–) jako Charles

## Nagrody
| Rok  | Nagroda                                                | Film / Serial                                                                            | Kategoria                                                |
| ---- | ------------------------------------------------------ | ---------------------------------------------------------------------------------------- | -------------------------------------------------------- |
| 1973 | Kataloński Międzynarodowy Festiwal Filmowy w Sitges    | Srebrny medal Sitges dla najlepszego aktora                                              | Cannibal Girls (1973)                                    |
| 1982 | Nagroda Emmy                                           | Wybitny scenariusz serialu rozrywkowego                                                  | Second City Television – odc. Moral Majority Show (1981) |
| 1983 | Nagroda Emmy                                           | Wybitny scenariusz serialu rozrywkowego                                                  | Second City Television – odc. Sweeps Week (1982)         |
| 1995 | Nagroda Gemini                                         | Nagroda fundacji Earle Grey Players                                                      | Second City Television (1994)                            |
| 2003 | Nagroda Stowarzyszenia Nowojorskich Krytyków Filmowych | Najlepszy aktor drugoplanowy                                                             | Koncert dla Irwinga (2003)                               |
| 2004 | Nagroda Grammy                                         | Najlepsza piosenka napisana do filmu kinowego/telewizyjnego lub innych mediów wizualnych | Koncert dla Irwinga (2003)                               |
| 2016 | Nickelodeon Kids’ Choice Awards                        | #Drużyna                                                                                 | Gdzie jest Dory? (2016)                                  |
| 2020 | Nagroda Emmy                                           | Wybitny aktor pierwszoplanowy w serialu komediowym                                       | Schitt’s Creek – odc. The Pitch (2019)                   |
| 2020 | Nagroda Emmy                                           | Wybitny serial komediowy                                                                 | Schitt’s Creek                                           |
| 2021 | Nagroda Gildii Aktorów Ekranowych                      | Wybitny występ zespołu w serialu komediowym                                              | Schitt’s Creek                                           |
| 2025 | Nagroda Gildii Aktorów Ekranowych                      | Wybitny występ zespołu w serialu komediowym                                              | Zbrodnie po sąsiedzku (2024)                             |